# Yousef Hassan
Yousef Hassan Mohamed Ali (arabisch يوسف حسن محمد علي, DMG Yūsuf Ḥasan Muḥammad ʿAlī; * 24. Mai 1996 in Doha) ist ein katarischer Fußballtorhüter.

## Karriere

### Verein
Er entstammt der Aspire Academy und wurde von dieser von 2012 bis zum Ende der Spielzeit 2013/14 an die U19 des FC Villarreal verliehen. Nach seiner Rückkehr ging er in den Kader der ersten Mannschaft des al-Gharafa SC über. Dort kam er erst einmal jedoch gar nicht zum Einsatz und zur Saison 2015/16 wurde er nach Belgien zum Kooperationsklub KAS Eupen verliehen. Dort kam er ebenfalls in keiner Ligapartie zum Einsatz. Erstmals für al-Gharafa zum Einsatz kam er dann am 26. und damit letzten Spieltag der in Katar noch laufenden Saison 2015/16 bei einer 0:1-Niederlage gegen den al-Khor SC, wo er auch gleich über 90 Minuten den Kasten hüten musste. Dies verblieb dann auch erst einmal sein einziger Einsatz in dieser Saison. Zur Folgespielzeit 2016/17 wurde er dann Stammtorhüter in der Liga und verpasste lediglich eine Partie. Zudem gelang ihm hier am 9. Spieltag der in einer Partei gegen al-Rayyan in der 72. Minute sein erstes und bislang einziges geschossenes Tor.
In den folgenden konnte er bislang seinen Platz im Kader behaupten und steht in so gut wie jeder Partie des Klubs im Kasten.

### Nationalmannschaft
Mit der katarischen U20 war er schon Teil der Weltmeisterschaft 2015 und bei der U23 hütete er das Tor im Spiel um Platz drei der Asienmeisterschaft 2018.
Sein erster bekannter Einsatz in einem Spiel der katarischen A-Nationalmannschaft war ein Freundschaftsspiel am 7. September 2018 die Volksrepublik China, dass für Katar mit einem 1:0-Sieg endete. Über die nächsten paar Monate folgten noch weitere Einsätze bei Freundschaftsspielen für ihn. Danach kamen aber lange keine Einsätze mehr. Zwar wurde er für den Kader der Copa América 2019 und des Gold Cup 2021 nominiert. Erhielt jedoch in beiden Turnieren keinen Einsatz.
Erst am 7. September 2021 wurde er bei einem 1:1 gegen Luxemburg nochmal ins Tor gestellt. Danach folgte noch einmal ein Einsatz beim FIFA-Arabien-Pokal 2021, wo er beim 3:0-Sieg über den Irak in der Gruppenphase im Kasten stand.